# Ubergsmoen
Ubergsmoen är en tidigare tätort i Vegårsheis kommun i Agder fylke i södra Norge. Orten ligger där fylkesväg 414 möter fylkesväg 415, norr om insjön Ubergsvann.
Sedan 2021 räknas orten inte längre som en tätort.